# Shark.Aero Shark UL
Le Shark.Aero SHARK UL est un ULM multi-axes conçu par l'entreprise slovaque Shark.Aero dirigée par Vladimir Pekar. C'est un biplace en configuration tandem avec trains rentrants. Cet appareil haut de gamme, fabriqué en Slovaquie à Senica, est destiné au loisir et au voyage, il a fait son premier vol le 19 août 2009.

## Conception et développement
Le SHARK a été conçu par l'ingénieur tchèque Jaro Dostal. Il est dimensionné pour une masse maximale de 600 kg.
La structure est en composite fibre de carbone et fibre de verre. l'habitacle est fait d'une combinaison fibre de kevlar et fibre de carbone. Le profil d'aile est elliptique. L'empennage est en forme d'aileron de requin ce qui donne le nom à l'avion.
Les volets sont de type fowler et couvrent 60 % de l'envergure. Ils s'actionnent par commande électrique et se déploient selon quatre positions (0°, 20°, 30° et 40°). Le SHARK est équipé d'un parachute balistique de série. Les commandes sont mécaniques et le compensateur est électrique. 
L'appareil se contrôle avec un joystick latéral en main droite et la manette des gaz en main gauche. La position des sièges baquets est réglable, les ceintures de sécurité sont à quatre points. Le coffre à bagage est situé derrière le passager et a une capacité de 25 kg.

## Motorisations
Le SHARK est motorisé par le Rotax 912ULS  de 100 ch. Le constructeur propose plusieurs hélices Woodcomp, Neuform, E-Props, etc.

## Records
Le SHARK détient plusieurs records de vitesse dans la catégorie ULM. Son dernier record en date certifié par la Fédération aéronautique internationale est de 303 km/h, le 30 juin 2015.
C'est à bord de cet appareil que la jeune pilote Zara Rutherford bat deux records en 2022 : celui de la plus jeune pilote (19 ans) à avoir fait le tour du monde en solo et celui de la première femme à faire le tour du monde en avion ultraléger. Mack Rutherford, 17 ans, va battre le record de sa sœur en août 2022, il avait commencé son tour du monde alors qu'il avait encore 16 ans.

## Militarisation
En juin 2025, le Shark U1, une version de guerre électronique destinée au brouillage radio des drones de combat, est livrée à l'Ukraine.

## Galerie

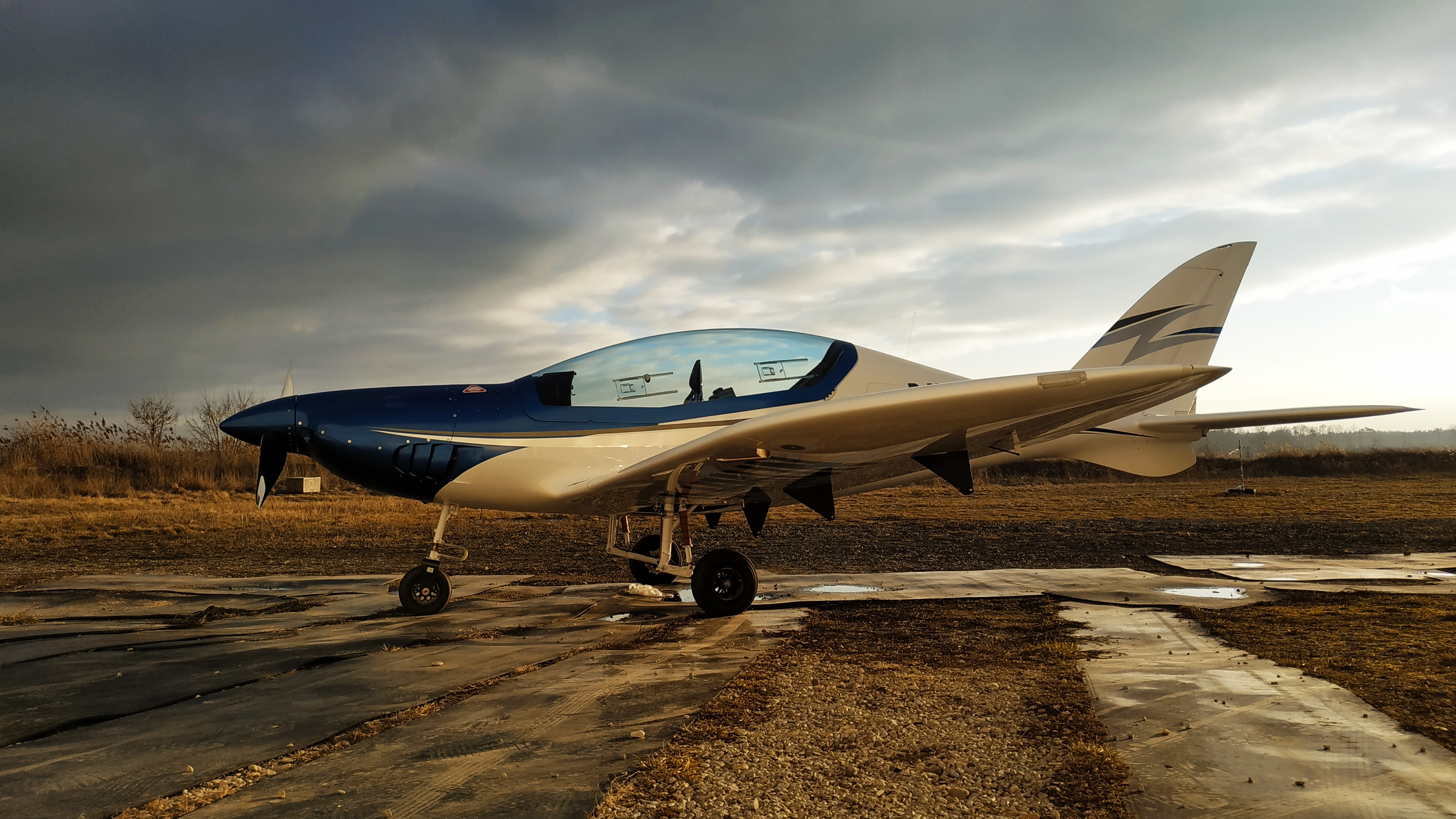
Un SHARK au sol.
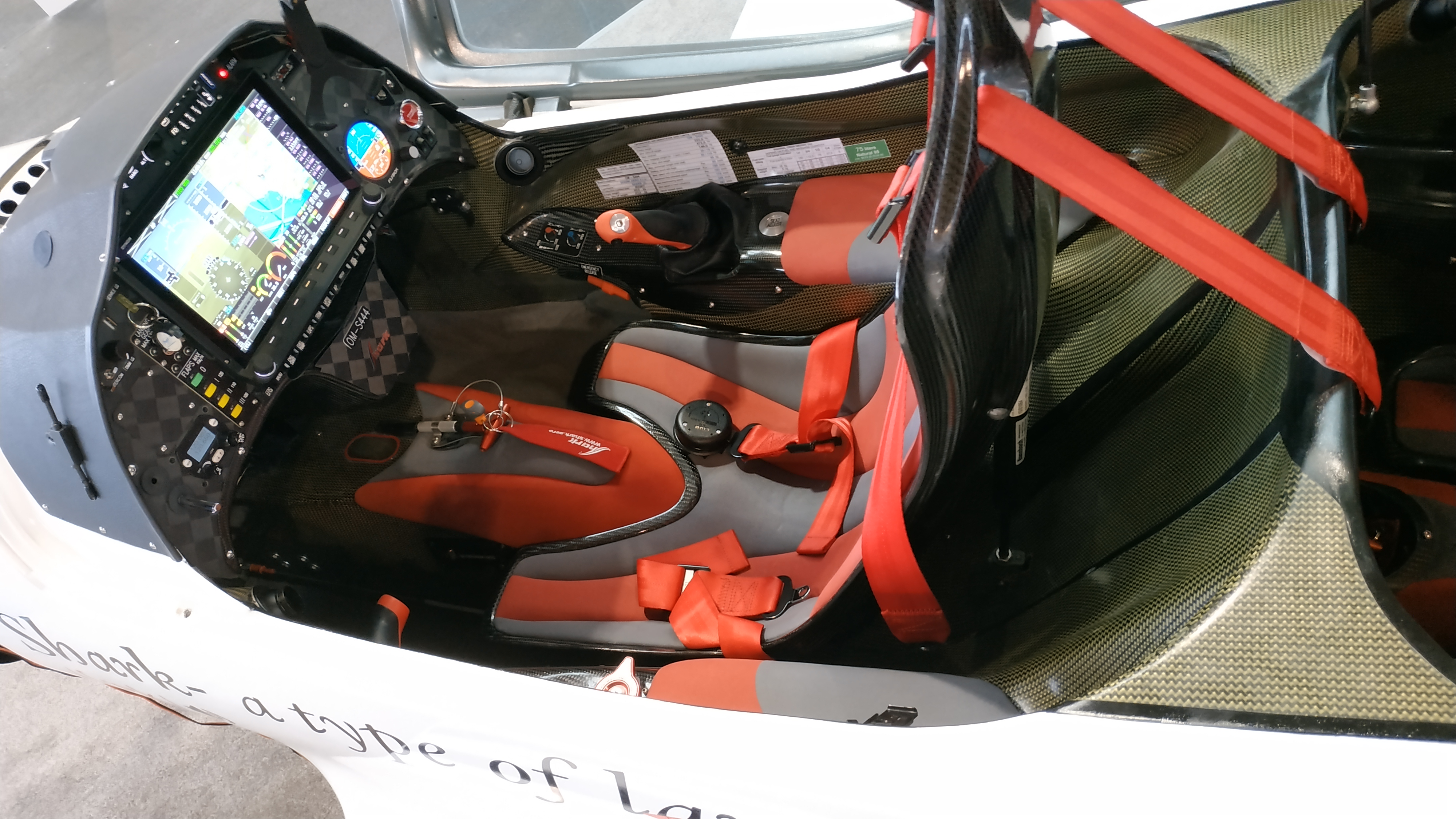
Siège pilote d'un SHARK.
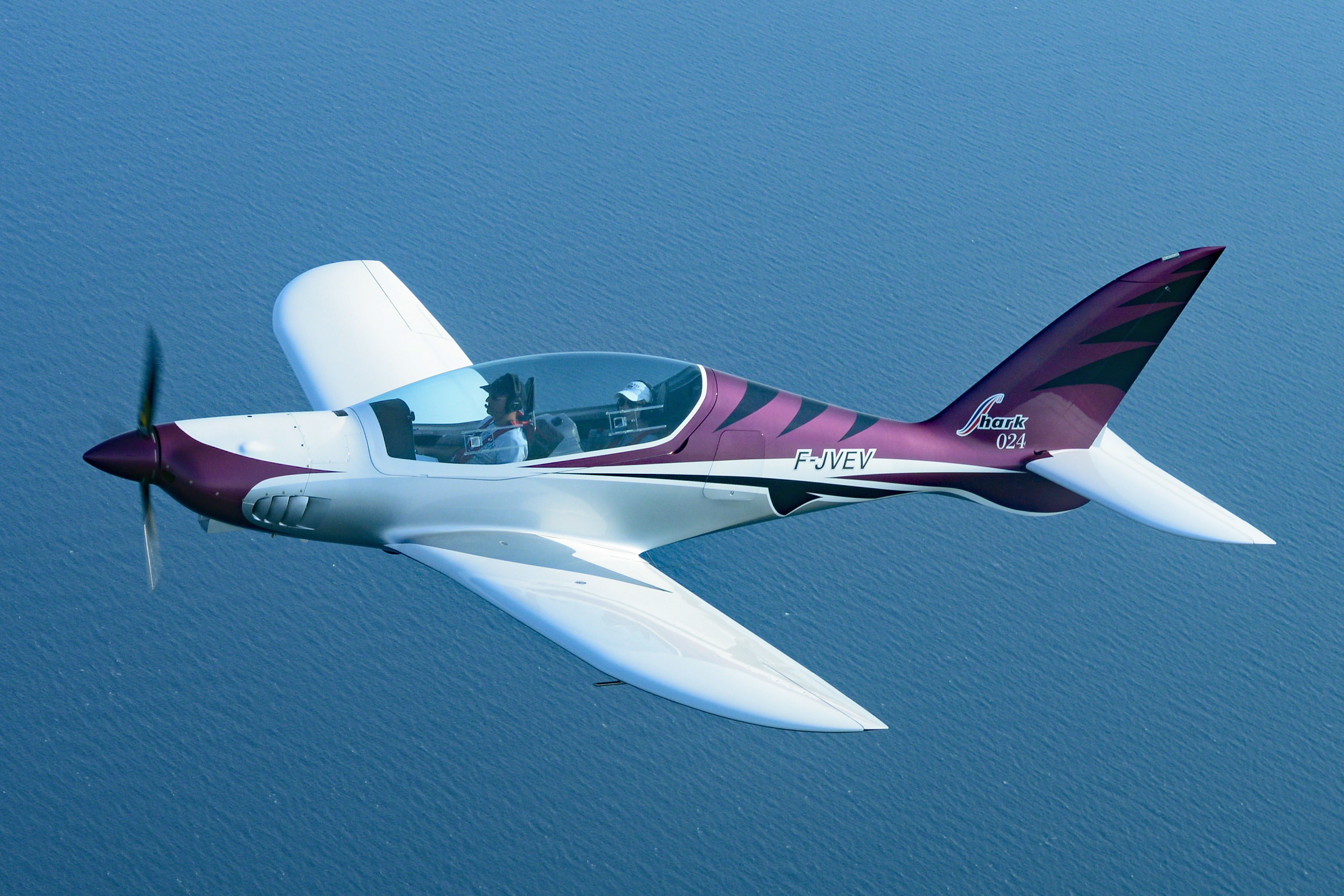
Un SHARK en survol maritime.